# Glimt fra Statsradiofonien
Glimt fra Statsradiofonien er en dansk dokumentarisk optagelse fra 1932.

## Handling
Optagelser fra Statsradiofonien beliggende i radiofonibygningen "Stærekassen" ved Det Kgl. Teater. Indledningsvis demonstreres kontrolrummet med forstærkerne og grammofonoptager-anlægget. Herefter præsenterer forskellige studieværter programfladen: Radioorkestret under ledelse af Launy Grøndahl spiller Schuberts Ouverture i italiensk stil. Per Knudsen synger Heises "Kongesønnens Romance af Tornerose". Kammermusik: Mozarts koncert for klaver, violin, bratsch og cello, andanten - Folmer Jensen (klaver), Gerhard Rafn (violin), Niels Borre (bratsch), Torben Anton Svendsen (cello). Kaptajn Jespersen eksercerer. Orkesterprøve med sopran og derefter tenor, som synger på dansk. Radioteatret holder prøve på Bernhard Shaws skuespil "Pygmalion" med bl.a. Poul Reumert. Foredrag v. rektor Henrik Madsen om 'Rigsdagen' til samfundsfagsundervisning i skolerne. Et lille pigekor synger "I Danmark er jeg født".